# Нью-Йорк (гарнитура, 2019)
Нью-Йорк (англ. New York) — гарнитура вида переходной антиквы, которая была спроектирована американской корпорацией Apple Inc. Релиз для разработчиков состоялся в июне 2019 года. Гарнитура распространяется бесплатно, однако может использоваться исключительно в разработке либо для создания макетов для программного обеспечения на платформах Apple.
Антиква была представлена 4 июня 2018 года на всемирной конференции для разработчиков WWDC 2018 под кодовым названием Serif UI, когда было представлено новое приложение Apple Books. Гарнитура была выпущена эксклюзивно для Apple Books на iOS 12, в результате чего была недоступна для загрузки на веб-странице Apple для разработчиков. Позже антиква была выпущена в четырех оптических размерах с шестью начертаниями каждый под названием New York в июне 2019 года на странице Apple для разработчиков.

## Подразумеваемое использование
Как и в случае с Сан-Франциско, Apple также ограничивает использование гарнитуры. Согласно тексту лицензии, использование антиквы ограничивается проектированием и разработкой приложений для платформ Apple.